# Elecciones provinciales de Argentina de 1993
Las elecciones provinciales de Argentina de 1993 tuvieron lugar el domingo 3 de octubre del mencionado año, en 15 de los 24 distritos electorales, al mismo tiempo que las elecciones legislativas en todo el país. Los comicios tenían como objetivo renovar la mitad de las legislaturas provinciales, así como la mitad del Concejo Deliberante de la Capital Federal y elegir gobernador en Corrientes.
La cantidad de cargos a renovar varió por provincia. Algunas contaban con legislativos bicamerales, por lo que se debía elegir diputados y senadores provinciales, y otros con legislaturas unicamerales. En Córdoba, aunque el legislativo en aquel momento era bicameral, solo el Senado se renovaba, pues la Cámara de Diputados tenía mandato hasta 1995. Chubut, Entre Ríos, La Pampa, Neuquén, Río Negro, San Juan, Santa Fe, Tierra del Fuego y Tucumán no renovaron ninguna institución provincial.

## Cronograma
| Distrito                 | Gobernador        | Partido  | Partido             | Diputados | Senadores |
| ------------------------ | ----------------- | -------- | ------------------- | --------- | --------- |
| Buenos Aires             | No elige          | 46       | 23                  |           |           |
| Capital Federal          | No elige          | 30       | No elige            |           |           |
| Catamarca                | No elige          | 21       | 8                   |           |           |
| Chaco                    | No elige          | 16       | No elige            |           |           |
| Córdoba                  | No elige          | No elige | 32                  |           |           |
| Corrientes (Ver detalle) | Raúl Romero Feris |          | Partido Autonomista | 13        | 4         |
| Formosa                  | No elige          | 15       | No elige            |           |           |
| Jujuy                    | No elige          | 24       | No elige            |           |           |
| La Rioja                 | No elige          | 14       | No elige            |           |           |
| Mendoza                  | No elige          | 24       | 19                  |           |           |
| Misiones                 | No elige          | 20       | No elige            |           |           |
| Salta                    | No elige          | 30       | 12                  |           |           |
| San Luis                 | No elige          | 22       | 4                   |           |           |
| Santa Cruz               | No elige          | 12       | No elige            |           |           |
| Santiago del Estero      | No elige          | 23       | No elige            |           |           |

## Buenos Aires

Secciones electorales de Buenos Aires:
1º Sección
2º Sección
3º Sección
4º Sección
5º Sección
6º Sección
7º Sección
8º Sección/Capital

| Sección Electoral | Cámara de Diputados | Cámara de Diputados | Senado    | Senado    |
| Sección Electoral | Diputados           | A renovar           | Senadores | A renovar |
| ----------------- | ------------------- | ------------------- | --------- | --------- |
| 1                 | 15                  | —                   | 8         | 8         |
| 2                 | 11                  | 11                  | 5         | —         |
| 3                 | 18                  | 18                  | 9         | —         |
| 4                 | 14                  | —                   | 7         | 7         |
| 5                 | 11                  | —                   | 5         | 5         |
| 6                 | 11                  | 11                  | 6         | —         |
| 7                 | 6                   | —                   | 3         | 3         |
| 8 - Capital       | 6                   | 6                   | 3         | —         |
| Total             | 92                  | 46                  | 46        | 23        |

### Cámara de Diputados

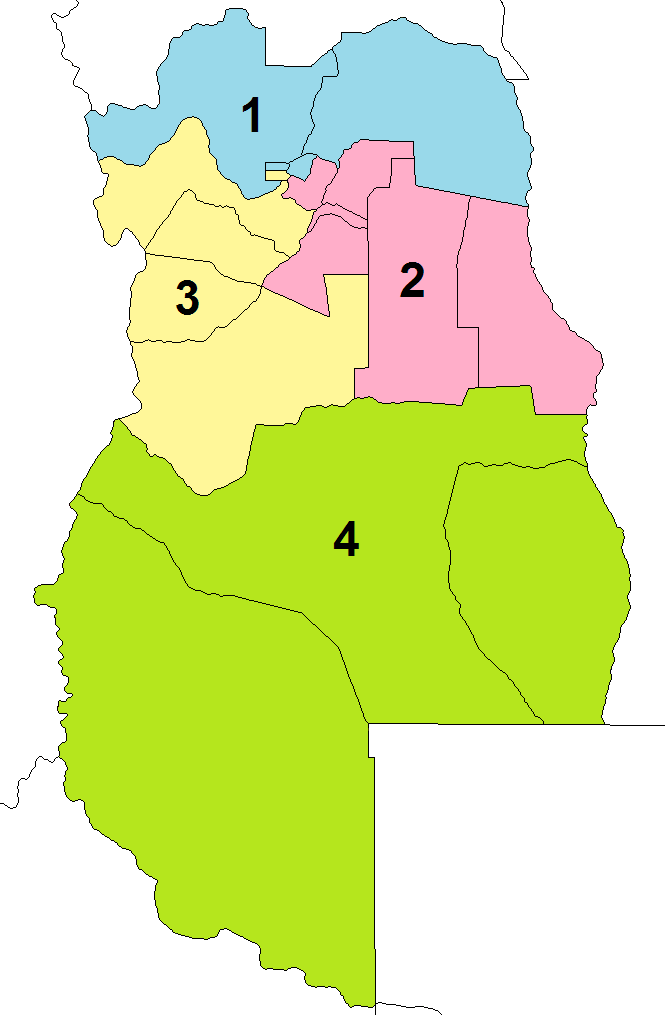
Secciones electorales de Mendoza:
1ª Sección
2ª Sección
3ª Sección
4ª Sección

|  | 49,37 % |

|  | 25,05 % |

|  | 10,50 % |

|  | 4,57 % |

|  | 1,93 % |

|  | 1,63 % |

|  | 1,53 % |

|  | 0,86 % |

|  | 0,84 % |

|  | 0,78 % |

|  | 0,66 % |

|  | 0,34 % |

|  | 0,32 % |

|  | 0,31 % |

|  | 0,30 % |

|  | 0,30 % |

|  | 0,27 % |

|  | 0,23 % |

|  | 0,21 % |

|  | 94,72 % |

|  | 4,36 % |

|  | 0,92 % |

#### Resultados por secciones electorales
|  | 44,30 % |

|  | 29,53 % |

|  | 11,32 % |

|  | 3,66 % |

|  | 3,45 % |

|  | 2,08 % |

|  | 1,31 % |

|  | 0,88 % |

|  | 0,57 % |

|  | 0,46 % |

|  | 0,44 % |

|  | 0,41 % |

|  | 0,38 % |

|  | 0,33 % |

|  | 0,28 % |

|  | 0,25 % |

|  | 0,21 % |

|  | 0,14 % |

|  | 94,52 % |

|  | 4,72 % |

|  | 0,76 % |

|  | 51,78 % |

|  | 21,47 % |

|  | 11,46 % |

|  | 5,06 % |

|  | 1,63 % |

|  | 1,56 % |

|  | 1,40 % |

|  | 0,98 % |

|  | 0,96 % |

|  | 0,92 % |

|  | 0,40 % |

|  | 0,36 % |

|  | 0,34 % |

|  | 0,33 % |

|  | 0,29 % |

|  | 0,26 % |

|  | 0,25 % |

|  | 0,23 % |

|  | 95,06 % |

|  | 3,98 % |

|  | 0,96 % |

|  | 44,61 % |

|  | 36,31 % |

|  | 6,84 % |

|  | 4,53 % |

|  | 2,39 % |

|  | 1,49 % |

|  | 0,73 % |

|  | 0,55 % |

|  | 0,42 % |

|  | 0,38 % |

|  | 0,35 % |

|  | 0,26 % |

|  | 0,25 % |

|  | 0,21 % |

|  | 0,20 % |

|  | 0,19 % |

|  | 0,16 % |

|  | 0,12 % |

|  | 93,26 % |

|  | 5,93 % |

|  | 0,81 % |

|  | 43,37 % |

|  | 32,13 % |

|  | 7,24 % |

|  | 7,05 % |

|  | 5,00 % |

|  | 1,37 % |

|  | 1,17 % |

|  | 0,87 % |

|  | 0,56 % |

|  | 0,45 % |

|  | 0,35 % |

|  | 0,25 % |

|  | 0,22 % |

|  | 94,32 % |

|  | 4,71 % |

|  | 0,98 % |

### Senado
|  | 47,22 % |

|  | 26,74 % |

|  | 10,70 % |

|  | 3,92 % |

|  | 3,40 % |

|  | 1,79 % |

|  | 1,41 % |

|  | 1,04 % |

|  | 0,67 % |

|  | 0,58 % |

|  | 0,46 % |

|  | 0,40 % |

|  | 0,35 % |

|  | 0,34 % |

|  | 0,31 % |

|  | 0,26 % |

|  | 0,23 % |

|  | 0,20 % |

|  | 93,82 % |

|  | 5,24 % |

|  | 0,95 % |

#### Resultados por secciones electorales
|  | 48,57 % |

|  | 23,29 % |

|  | 12,19 % |

|  | 4,65 % |

|  | 3,02 % |

|  | 1,72 % |

|  | 1,43 % |

|  | 1,00 % |

|  | 0,83 % |

|  | 0,78 % |

|  | 0,47 % |

|  | 0,39 % |

|  | 0,35 % |

|  | 0,34 % |

|  | 0,34 % |

|  | 0,23 % |

|  | 0,22 % |

|  | 0,19 % |

|  | 94,51 % |

|  | 4,52 % |

|  | 0,98 % |

|  | 44,56 % |

|  | 36,54 % |

|  | 8,42 % |

|  | 2,62 % |

|  | 2,19 % |

|  | 1,44 % |

|  | 0,80 % |

|  | 0,74 % |

|  | 0,60 % |

|  | 0,50 % |

|  | 0,36 % |

|  | 0,27 % |

|  | 0,26 % |

|  | 0,20 % |

|  | 0,19 % |

|  | 0,15 % |

|  | 0,15 % |

|  | 93,87 % |

|  | 5,54 % |

|  | 0,59 % |

|  | 43,66 % |

|  | 31,18 % |

|  | 7,26 % |

|  | 5,95 % |

|  | 3,55 % |

|  | 2,57 % |

|  | 1,50 % |

|  | 1,06 % |

|  | 0,89 % |

|  | 0,56 % |

|  | 0,45 % |

|  | 0,33 % |

|  | 0,32 % |

|  | 0,27 % |

|  | 0,27 % |

|  | 0,18 % |

|  | 91,40 % |

|  | 7,51 % |

|  | 1,08 % |

|  | 47,79 % |

|  | 35,77 % |

|  | 8,23 % |

|  | 1,86 % |

|  | 1,73 % |

|  | 1,01 % |

|  | 0,80 % |

|  | 0,67 % |

|  | 0,47 % |

|  | 0,34 % |

|  | 0,29 % |

|  | 0,27 % |

|  | 0,23 % |

|  | 0,23 % |

|  | 0,17 % |

|  | 0,14 % |

|  | 93,43 % |

|  | 5,74 % |

|  | 0,84 % |

## Capital Federal
|  | 29,77 % |

|  | 27,62 % |

|  | 12,20 % |

|  | 10,70 % |

|  | 4,14 % |

|  | 3,98 % |

|  | 3,95 % |

|  | 2,07 % |

|  | 1,94 % |

|  | 0,60 % |

|  | 0,52 % |

|  | 0,44 % |

|  | 0,43 % |

|  | 0,36 % |

|  | 0,30 % |

|  | 0,29 % |

|  | 0,25 % |

|  | 0,24 % |

|  | 0,21 % |

|  | 96,24 % |

|  | 2,80 % |

|  | 0,96 % |

|  | 80,85 % |

|  | 100 % |

## Catamarca

### Cámara de Diputados
|  | 46,79 % |

|  | 39,37 % |

|  | 5,19 % |

|  | 4,46 % |

|  | 1,44 % |

|  | 0,78 % |

|  | 0,68 % |

|  | 0,63 % |

|  | 0,46 % |

|  | 0,21 % |

|  | 95,65 % |

|  | 3,90 % |

|  | 0,46 % |

|  | 79,56 % |

|  | 100 % |

### Cámara de Senadores
|  | 46,24 % |

|  | 39,85 % |

|  | 7,16 % |

|  | 4,77 % |

|  | 1,64 % |

|  | 0,35 % |

|  | 95,78 % |

|  | 3,95 % |

|  | 0,27 % |

|  | 23,07 % |

|  | 100 % |

## Chaco
|  | 36,97 % |

|  | 31,70 % |

|  | 24,59 % |

|  | 3,72 % |

|  | 0,86 % |

|  | 0,63 % |

|  | 0,50 % |

|  | 0,47 % |

|  | 0,32 % |

|  | 0,25 % |

|  | 97,09 % |

|  | 2,51 % |

|  | 0,39 % |

|  | 74,12 % |

|  | 100 % |

## Córdoba
|  | 44,40 % |

|  | 35,52 % |

|  | 11,42 % |

|  | 2,50 % |

|  | 2,00 % |

|  | 0,92 % |

|  | 0,64 % |

|  | 0,63 % |

|  | 0,44 % |

|  | 0,42 % |

|  | 0,11 % |

|  | 95,05 % |

|  | 4,09 % |

|  | 0,86 % |

|  | 55,10 % |

|  | 100 % |

## Formosa
|  | 51,61 % |

|  | 55,46 % |

|  | 11,01 % |

|  | 10,74 % |

|  | 8,54 % |

|  | 7,86 % |

|  | 6,80 % |

|  | 3,44 % |

|  | 31,26 % |

|  | 37,54 % |

|  | 26,91 % |

|  | 9,18 % |

|  | 9,04 % |

|  | 8,84 % |

|  | 5,85 % |

|  | 3,53 % |

|  | 2,07 % |

|  | 0,92 % |

|  | 0,79 % |

|  | 0,68 % |

|  | 0,68 % |

|  | 0,22 % |

|  | 3,49 % |

|  | 61,15 % |

|  | 2,07 % |

|  | 33,19 % |

|  | 5,66 % |

|  | 1,44 % |

|  | 0,00 % |

|  | 95,25 % |

|  | 2,87 % |

|  | 0,88 % |

|  | 75,38 % |

|  | 100 % |

## Jujuy
|  | 31,94 % |

|  | 43,54 % |

|  | 21,15 % |

|  | 15,98 % |

|  | 12,73 % |

|  | 4,38 % |

|  | 3,72 % |

|  | 3,23 % |

|  | 2,10 % |

|  | 2,03 % |

|  | 1,58 % |

|  | 1,17 % |

|  | 25,52 % |

|  | 51,92 % |

|  | 16,97 % |

|  | 48,08 % |

|  | 9,92 % |

|  | 2,39 % |

|  | 1,25 % |

|  | 0,42 % |

|  | 90,78 % |

|  | 8,04 % |

|  | 1,17 % |

|  | 72,99 % |

|  | 100 % |

## La Rioja
| Departamento           | Diputados | A renovar |
| ---------------------- | --------- | --------- |
| Ángel V. Peñaloza      | 1         | —         |
| Arauco                 | 2         | 1         |
| Belgrano               | 1         | —         |
| Capital                | 7         | 3         |
| Castro Barros          | 1         | 1         |
| Chamical               | 2         | 1         |
| Chilecito              | 3         | 1         |
| Facundo Quiroga        | 1         | 1         |
| Famatina               | 1         | 1         |
| Felipe Varela          | 2         | 1         |
| Independencia          | 1         | —         |
| Lamadrid               | 1         | —         |
| Ocampo                 | 1         | —         |
| Rosario Vera Peñaloza  | 2         | 2         |
| San Blas de los Sauces | 1         | —         |
| San Martín             | 1         | —         |
| Sanagasta              | 1         | 1         |
| Sarmiento              | 1         | 1         |
| Total                  | 30        | 14        |

|  | 93,82 % |

|  | 69,21 % |

|  | 3,11 % |

|  | 2,05 % |

|  | 1,04 % |

|  | 28,33 % |

|  | 1,53 % |

|  | 0,92 % |

|  | 100 % |

#### Electos
| Departamento          | Diputado                   |
| --------------------- | -------------------------- |
| Arauco                | Héctor Ramón Toledo        |
| Capital               | Rubén Antonio Cejas Mariño |
| Capital               | Ricardo Quintela           |
| Capital               | ?                          |
| Castro Barros         | Carlos Edgardo Menem       |
| Chamical              | Luis Ignacio Sanna         |
| Chilecito             | Juan Carlos Pagotto        |
| Facundo Quiroga       | Rolando Rocier Busto       |
| Famatina              | Hugo Isidro Carrizo        |
| Felipe Varela         | Oscar E. Chamia            |
| Rosario Vera Peñaloza | Silvia Estela Flores       |
| Rosario Vera Peñaloza | Jorge Raúl Yalis           |
| Sanagasta             | Pedro José Páez            |
| Vinchina              | Segundo Emilio Rodríguez   |

## Mendoza
| Sección Electoral | Cámara de Diputados | Cámara de Diputados | Cámara de Senadores | Cámara de Senadores |
| Sección Electoral | Diputados           | A renovar           | Senadores           | A renovar           |
| ----------------- | ------------------- | ------------------- | ------------------- | ------------------- |
| 1                 | 16                  | 8                   | 12                  | 6                   |
| 2                 | 12                  | 6                   | 10                  | 5                   |
| 3                 | 10                  | 5                   | 8                   | 4                   |
| 4                 | 10                  | 5                   | 8                   | 4                   |
| Total             | 48                  | 24                  | 38                  | 19                  |

### Cámara de Diputados
|  | 49,64 % |

|  | 29,29 % |

|  | 16,07 % |

|  | 2,49 % |

|  | 0,73 % |

|  | 0,72 % |

|  | 0,44 % |

|  | 0,40 % |

|  | 0,22 % |

|  | 95,04 % |

|  | 4,08 % |

|  | 0,88 % |

|  | 83,55 % |

|  | 100 % |

#### Electos
| Sección Electoral | Diputado                   | Partido | Partido               |
| ----------------- | -------------------------- | ------- | --------------------- |
| 1ª                | Raúl Roberto Ramírez       |         | Partido Justicialista |
| 1ª                | Silvia Persio              |         | Partido Justicialista |
| 1ª                | Ramón Lucero               |         | Partido Justicialista |
| 1ª                | Francisco Lamalfa Roncatti |         | Partido Justicialista |
| 1ª                | Marcelino Oscar Iglesias   |         | Unión Cívica Radical  |
| 1ª                | Ana María Zicato           |         | Unión Cívica Radical  |
| 1ª                | Lucio Fernando Duarte      |         | Unión Cívica Radical  |
| 1ª                | Alberto Luis Aguinaga      |         | Partido Demócrata     |
| 2ª                | Ricardo Aizcorbe           |         | Partido Justicialista |
| 2ª                | Alfredo Maron              |         | Partido Justicialista |
| 2ª                | María Martha Castro        |         | Partido Justicialista |
| 2ª                | Alejandro Carlos Zuin      |         | Partido Justicialista |
| 2ª                | Ricardo Alfredo Mansur     |         | Unión Cívica Radical  |
| 2ª                | Mario Ciro Magistretti     |         | Partido Demócrata     |
| 3ª                | Emilio Calzetta            |         | Partido Justicialista |
| 3ª                | Elena Giordano             |         | Partido Justicialista |
| 3ª                | Miguel Sánchez             |         | Partido Justicialista |
| 3ª                | César Rodolfo Biffi        |         | Unión Cívica Radical  |
| 3ª                | Carlos Verdini             |         | Partido Demócrata     |
| 4ª                | José Bernardo Cortizo      |         | Partido Justicialista |
| 4ª                | Irene Domínguez            |         | Partido Justicialista |
| 4ª                | Héctor Raúl Ranco          |         | Partido Justicialista |
| 4ª                | Jorge Ruiz                 |         | Unión Cívica Radical  |
| 4ª                | Aldo Honorio Calise        |         | Partido Demócrata     |

### Cámara de Senadores
|  | 49,62 % |

|  | 29,26 % |

|  | 16,22 % |

|  | 2,48 % |

|  | 0,71 % |

|  | 0,71 % |

|  | 0,40 % |

|  | 0,38 % |

|  | 0,21 % |

|  | 95,27 % |

|  | 3,85 % |

|  | 0,88 % |

|  | 83,55 % |

|  | 100 % |

#### Electos
| Sección Electoral | Senador                         | Partido | Partido               |
| ----------------- | ------------------------------- | ------- | --------------------- |
| 1ª                | Cira Ticera                     |         | Partido Justicialista |
| 1ª                | Rodolfo Lafalla                 |         | Partido Justicialista |
| 1ª                | Osvaldo Ruggeri                 |         | Partido Justicialista |
| 1ª                | Néstor Piedrafita               |         | Unión Cívica Radical  |
| 1ª                | Elio Raúl Parés                 |         | Unión Cívica Radical  |
| 1ª                | Federico Leal Serú              |         | Partido Demócrata     |
| 2ª                | Rodolfo Patti                   |         | Partido Justicialista |
| 2ª                | Alfredo Emilio Fares            |         | Partido Justicialista |
| 2ª                | Marta Cadelago de Stagni        |         | Partido Justicialista |
| 2ª                | Antonio Humberto Ciafrelli      |         | Unión Cívica Radical  |
| 2ª                | Marcos David Niven              |         | Partido Demócrata     |
| 3ª                | Luis Rafael Rojas               |         | Partido Justicialista |
| 3ª                | María Teresa Oldra de Berchessi |         | Partido Justicialista |
| 3ª                | Luis Raúl López                 |         | Unión Cívica Radical  |
| 3ª                | Eduardo Difonso                 |         | Partido Demócrata     |
| 4ª                | Oscar Demuru                    |         | Partido Justicialista |
| 4ª                | María Esther Flores             |         | Partido Justicialista |
| 4ª                | Ernesto R. Sanz                 |         | Unión Cívica Radical  |
| 4ª                | Carlos Fuertes                  |         | Partido Demócrata     |

## Misiones
|  | 79,04 % |

|  | 50,45 % |

|  | 8,61 % |

|  | 6,79 % |

|  | 5,57 % |

|  | 44,35 % |

|  | 46,08 % |

|  | 3,46 % |

|  | 31,33 % |

|  | 22,59 % |

|  | 0,70 % |

|  | 0,58 % |

|  | 0,46 % |

|  | 100 % |

## Salta

### Cámara de Diputados
- Sin datos

### Cámara de Senadores
- Sin datos

## San Luis

### Cámara de Diputados
|  | 44,76 % |

|  | 28,69 % |

|  | 10,98 % |

|  | 7,48 % |

|  | 3,95 % |

|  | 1,34 % |

|  | 1,29 % |

|  | 1,06 % |

|  | 0,45 % |

|  | 0,00 % |

|  | 96,34 % |

|  | 2,89 % |

|  | 0,77 % |

|  | 44,66 % |

|  | 100 % |

### Cámara de Senadores
|  | 46,95 % |

|  | 38,59 % |

|  | 4,68 % |

|  | 4,48 % |

|  | 1,95 % |

|  | 1,90 % |

|  | 1,44 % |

|  | 96,43 % |

|  | 3,09 % |

|  | 0,48 % |

|  | 32,60 % |

|  | 100 % |

## Santa Cruz
|  | 69,32 % |

|  | 59,64 % |

|  | 30,68 % |

|  | 25,46 % |

|  | 33,35 % |

|  | 25,01 % |

|  | 24,81 % |

|  | 14,27 % |

|  | 10,45 % |

|  | 3,12 % |

|  | 2,59 % |

|  | 1,29 % |

|  | 94,73 % |

|  | 3,25 % |

|  | 2,03 % |

|  | 77,41 % |

|  | 100 % |

## Santiago del Estero
|  | 43,80 % |

|  | 30,32 % |

|  | 11,67 % |

|  | 5,63 % |

|  | 5,06 % |

|  | 2,91 % |

|  | 0,61 % |

|  | 97,84 % |

|  | 1,78 % |

|  | 0,38 % |

|  | 65,69 % |

|  | 100 % |